# Eresus ruficapillus
Eresus ruficapillus är en spindelart som beskrevs av Carl Ludwig Koch 1846. Eresus ruficapillus ingår i släktet Eresus och familjen sammetsspindlar. Inga underarter finns listade i Catalogue of Life.